# Regina (género)
Regina es un género de serpientes de la subfamilia Natricinae. Sus especies se distribuyen por Norteamérica (Estados Unidos y sur de Canadá).

## Especies
Se reconocen las siguientes:
- Regina alleni (Garman, 1874)
- Regina grahamii Baird & Girard, 1853
- Regina rigida (Say, 1825)
- Regina septemvittata (Say, 1825)